# Операция «Коронис»
Операция «Коронис» (греч. Επιχείρηση Κορωνίς) — крупнейшая в истории гражданской войны в Греции операция правительственных войск против коммунистических партизан, проводившаяся в июне-августе 1948 года в Западной Македонии.
В соответствии с замыслом генерального штаба греческой армии очистить от партизан ДАГ Западную Македонию в течение лета, здесь были сосредоточены шесть из семи имевшихся пехотных дивизий: 1-я, 2-я, 8-я, 9-я, 10-я и 15-я, 11 артиллерийских полков и несколько отдельных батарей тяжелых орудий, 8 отдельных пулеметных рот, все механизированные части и более 70 самолетов. Общая численность выделенных для наступления войск достигала 70 тысяч человек. Демократическая армия в районе Грамоса располагала 12-тысячной группировкой, вооруженных главным образом пехотным оружием. Единственным тяжелым оружием у нее были небольшое количество минометов разного калибра и 15 стволов горной артиллерии. Имея более слабые силы, ДАГ противопоставила хорошо организованную оборону. В горах Грамоса и Войо было проложено 150 км траншей, построено большое количество скрытых огневых точек и крупных узлов обороны, прикрытых минными полями.
Наступление войск 2-го армейского корпуса под командованием генерал-лейтенанта Калогеропулоса началось в ночь на 16 июня. Ему предшествовали длительная артиллерийская подготовка и массированные бомбовые удары авиации. Вслед за тем двинулись в атаку с северо-востока и юго-запада 15-я и 19-я пехотные дивизии. В ходе пятидневных боёв части ДАГ еще в предполье измотали противника после чего организованно отошли за первую линию своей обороны.
Подтянув свежие силы, правительственные войска начали генеральное наступление теперь уже по всему фронту, длина которого превышала 250 км. Авиация беспрепятственно наносила удары по укреплениям ДАГ, применяя «американские бомбы нового типа, способные при взрыве создавать температуру в 3000 градусов и сжигать все в большом радиусе». 21 июня перешли  в наступление 2-я и 10-я дивизии с задачей прорвать с северо-востока оборону ДАГ в районе Палиокримини, Пендалофос Зузули, чтобы затем соединиться с 9-й дивизией, наступавшей с юго-запада (район Коница—Клефтис). В течение 10 дней им не удавалось прорвать оборону ДАГ. Партизанские части отбивали их с тяжелыми для противника потерями. Перелом на этом направлении наступил 2 июля, когда правительственным войскам удалось захватить высоту Талярос. Введя в бой свежие силы, они развили наступление на высоты Тамбури Фурка. От взрывов фугасных бомб по всей округе, покрытой густыми лесами, пылали пожары. Как только авиация покидала поле боя вследствие наступления ночи, атакующие войска опрокидывались контрнаступлением партизан, нередко сопровождавшимся рукопашными схватками.
26 июля главные силы правительственных войск нанесли два новых удара — с юго-запада в направлении Клефтиса и с северо-востока — на высоты Профитис Илиас и Тамбури Фурка. Атаки и контратаки с обеих сторон следовали одна за другой. 1 августа защитники по приказу своего командования покинули Клефтис, который они стойко обороняли в течение 44 дней. 5 августа, после 60-дневной обороны, пали Профитис Илиас и Тамбури Фурка. На их обожженных и изуродованных бомбами и снарядами вершинах соединились, наконец, наступавшие с северо-востока и юго-запада правительственные войска.
Захват Тамбури Фурка и Профитис Илиас расколол на две части территорию ДАГ в Северном Пинде, главные силы которой, отступив из района боев, сосредоточились теперь к северу от реки Сарандапорос в главном массиве Грамос. В распоряжении ДАГ осталось лишь несколько голых вершин, которые днем и ночью подвергались бомбовым ударам авиации. Правительственные коммандос, пройдя тайно вдоль албанской территории, вышли с юго-запада на тылы отрядов ДАГ, защищавших горные массивы Голио и Каменик, и захватили их. Когда 11 августа на северо-восточном участке фронта был потерян еще один важнейший пункт — высота Алевица (1518 м), положение ДАГ стало критическим.
В этих условиях командование ДАГ приняло решение вывести свои силы из Грамоса и достичь горных массивов Вици и Синяцико. В ночь на 21 августа все силы ДАГ, кроме четырех рот, оставленных для прикрытия, прорвали линию фронта в узком проходе между высотой Алевица и албанской границей и вышли из окружения, частично через албанскую территорию, в район Вици.